# Димен леопард
Димният леопард (Neofelis nebulosa), известен още като континентален опушен леопард, е средноголям хищник от семейство Коткови, разпространен в джунглите на Югоизточна Азия и приспособен за живот изключително по дърветата.

## Особености
Димният леопард има гъвкаво, издължено и набито тяло с изключително дълга опашка и къси крака, като задните са по-дълги от предните. Мъжките достигат на дължина 0,6 – 1,2 метра и тегло 15 – 25 кг, а женските 0,5 – 0,8 метра дължина и 10 – 15 кг тегло. Опашката на димния леопард е най-дългата в котешкия свят 0,5 – 1,2 м (колкото дължината на тялото) и служи на животното за баланс при движение по дърветата. Петнистата, мраморна окраска на тази котка е характерна с впечатлението, което създава – сякаш виждаш животното през димна завеса (откъдето идва наименованието му). Това е една от най-ефектните маскировъчни окраски сред хищните бозайници.
Димният леопард притежава анатомични черти присъщи както на Същинските (мъркащи) котки (виж мраморна котка), така и на Пантеровите (ръмжащи) котки към които се отнася в съвременната класификация. Зениците му не са кръгли като при големите котки, а са типичните котешки зеници. Гърлото му също е устроено както при малките котки и може да издава мъркащи звуци. От друга страна на лапите има по 5 пръста, както повечето Пантерови, като във връзка с дървесния си начин на живот е развил яки нокти и гъвкави глезени, позволяващи му да слиза от дърветата с главата надолу (виж маргай). Димният леопард се слави и като хищникът с най-дълги в сравнение с неговите размери кучешки зъби (около 5 см).
Димният леопард обитава джунглите на Югоизтона Азия на височина до 2000 м., но е наблюдаван и в заблатени гори в разливите на реки. Навсякъде той предпочита най-непроходимите участъци на гората. Отличен катерач е и по-голямата част от живота си прекарва в короните на дърветата – там ловува и си почива. Активен е нощем. Напада птици, маймуни, катерици, млади елени, домашни животни и др.
След около 80-дневна бременност женската ражда 2 – 4 малки (рекордният им брой е 8).

## Подвидове
- Neofelis nebulosa brachyura – о-в Тайван, вероятно изчезнал
- Neofelis nebulosa macrosceloides – от Непал до Мианмар
- Neofelis nebulosa nebulosa – Южен Китай и Източен Мианмар

Димните леопарди от Малайския архипелаг (островите Суматра и Борнео) се смятаха за подвид, но след скорошни генетични изследвания става ясно, че те всъщност представляват отделен вид: Борнейски димен леопард (Neofelis diardi).

## Разпространение и екология
Димният леопард се среща в обширен географски район: от Непал и Североизточна Индия, до Югоизточен Китай и остров Тайван, на юг в Индокитай до Малайския полуостров. Навсякъде обаче е изключително рядък, а в миналото е бил доведен до почти пълно унищожение. На островите Ява и Тайван е изчезнал  През 2001 г. екип от зоолози се наема със задачата да търсят негови представители на територията на Тайван, но въпреки усилията през годините, през 2013 обявяват, че видът там вероятно е вече изчезнал, тъй като не е намерен нито един екземпляр. 
Основните причини за намаляването на числеността на димните леопарди са обезлесяването в Югоизточна Азия и ловът му от бракониери, преследващи го заради разкошната му козина и поради употреба в китайската традиционна медицина.
, както и интерес към красивата му козина) са основни причини за драстичното намаляване на представителите на този животински вид, превърнали го в изключително рядък. От 2008 година нататък присъства в Червената книга (Червения списък на световнозатрашените видове на IUCN), като „Уязвим вид“.
В САЩ, Германия и Великобритания се правят успешни опити за изкуственото му развъждане. През 1975 г. 115 екземпляра са обитавали 55 зоопарка в света, от които само тридесетина не са били родени на свобода.